# ژانگ زایرونگ
ژانگ زایرونگ (انگلیسی: Zhang Zairong؛ زادهٔ ۴ مارس ۱۹۶۹) وزنه‌بردار اهل چین بود.
وی در مسابقات کشوری و بین‌المللی در مجموع برندهٔ ۲ مدال برنز شده‌است.